# Schloss Friedland (Schlesien)

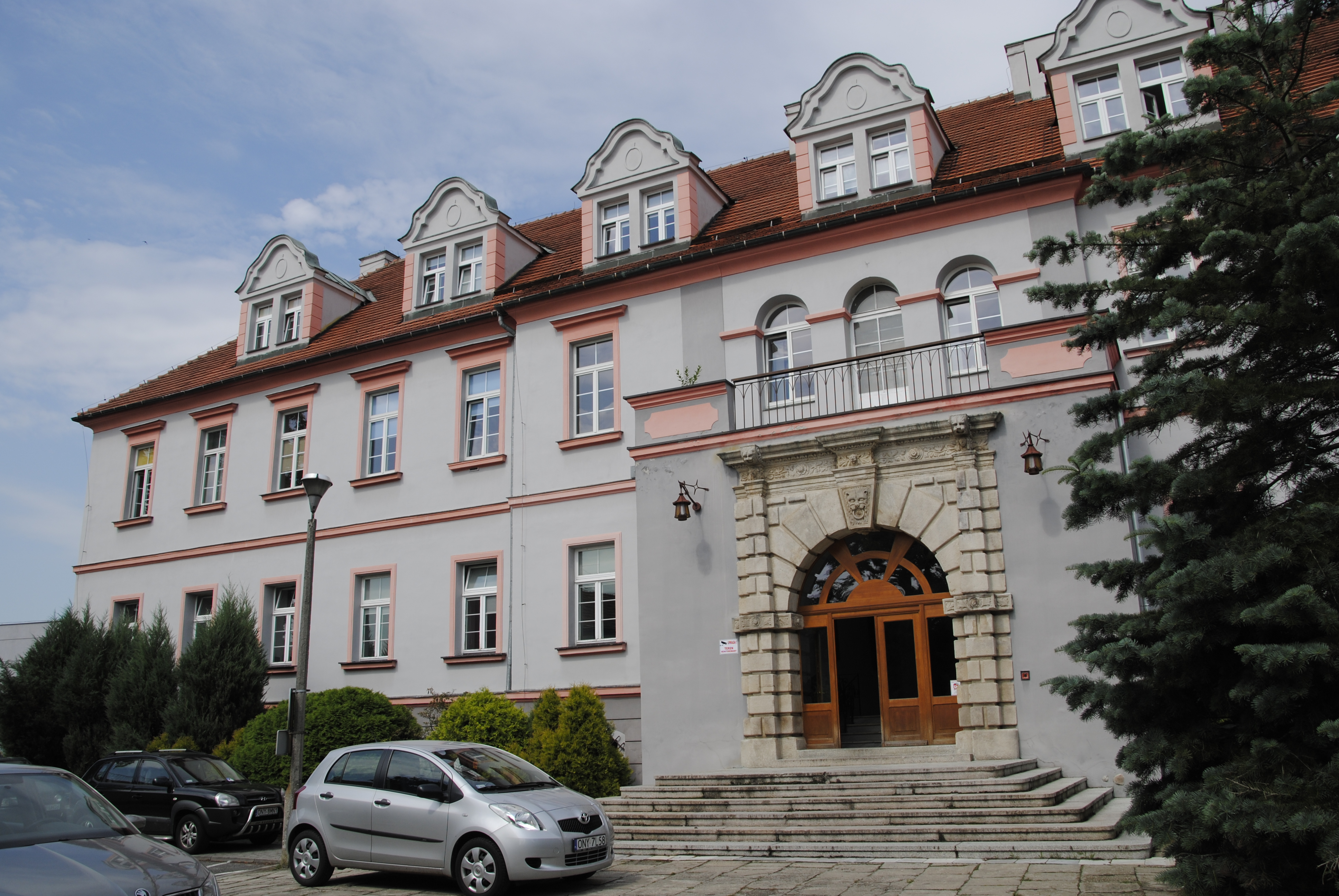
Schloss Friedland mit Portal

Das Schloss Friedland (poln. Zamek w Korfantowie) ist eine Schlossanlage in der oberschlesischen Stadt Korfantów (dt. Friedland) in der Woiwodschaft Opole in Polen.

## Geschichte

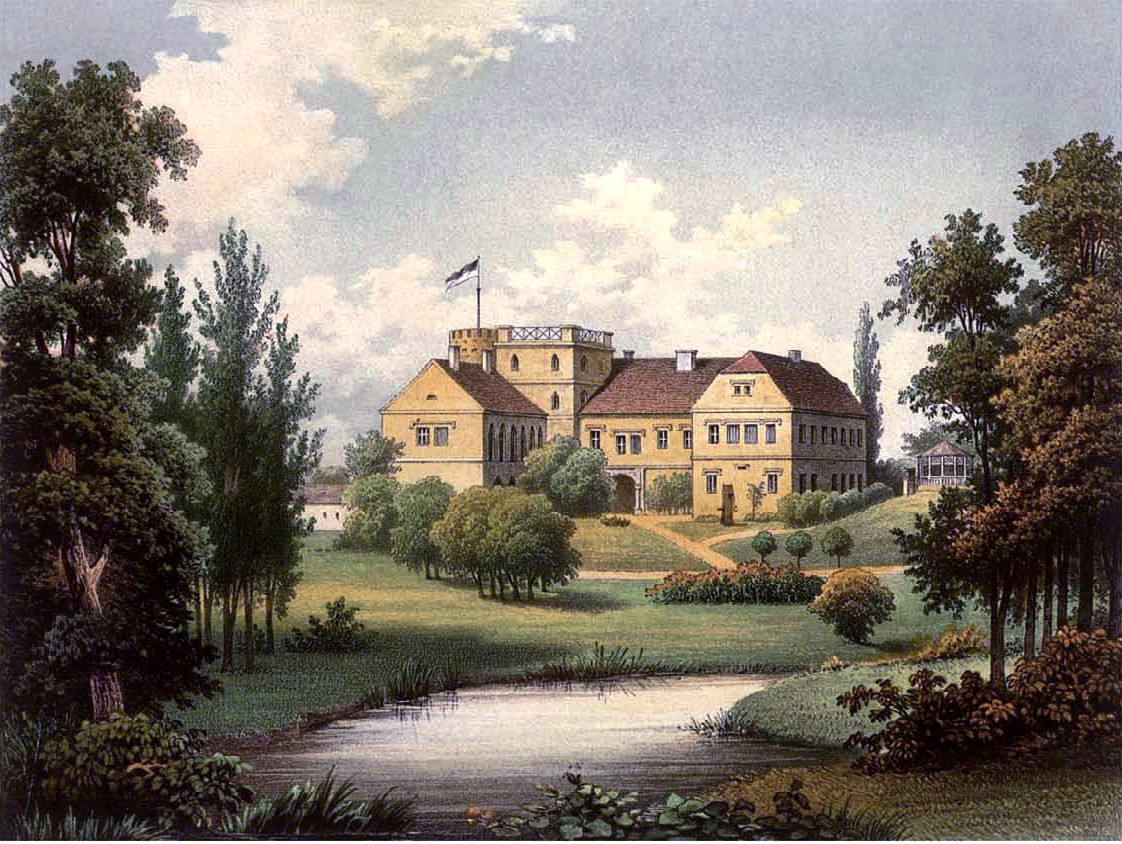
Schloss Friedland Mitte des 19. Jahrhunderts

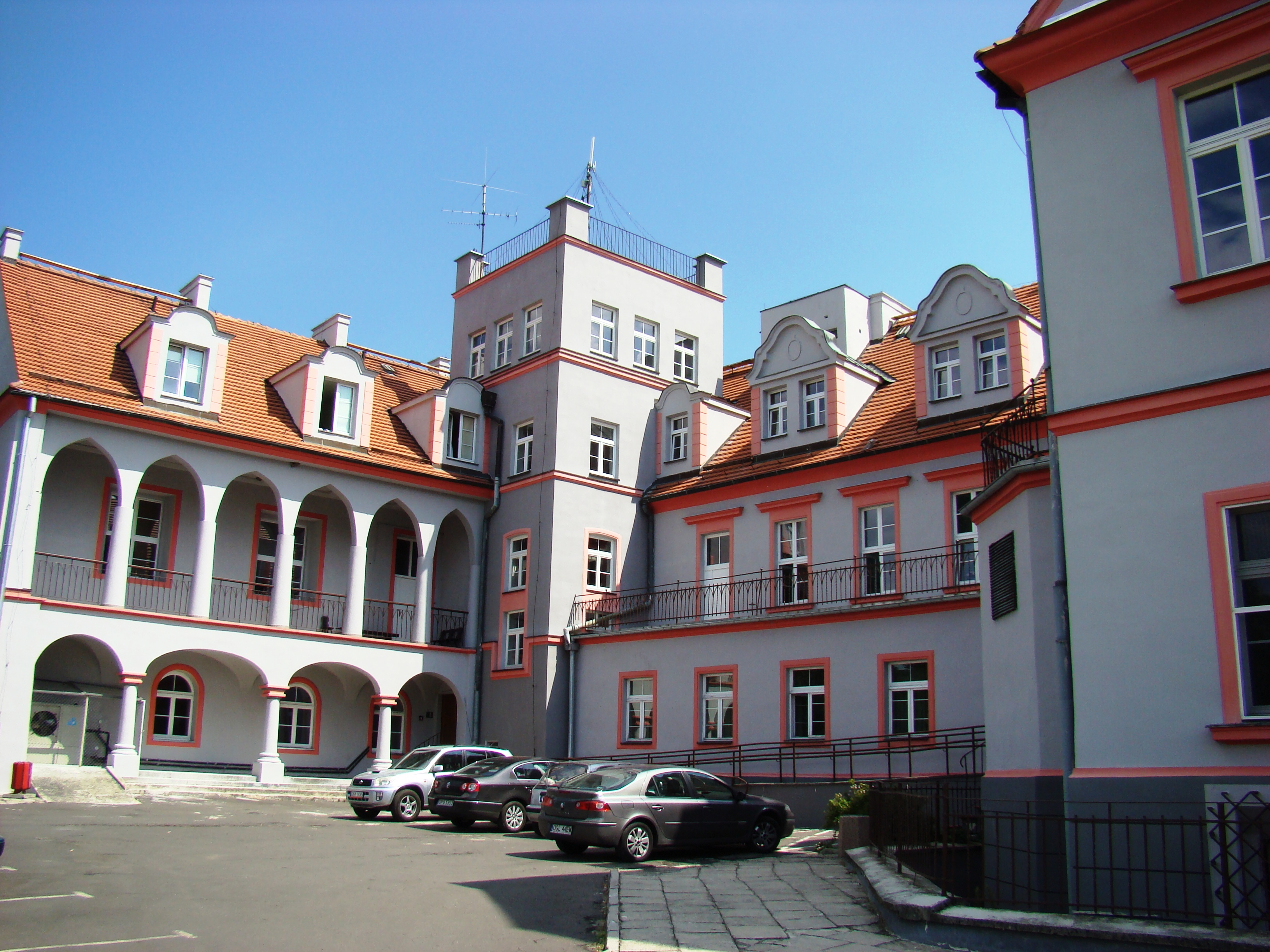
Hofansicht mit Schlossturm

Das Schloss Friedland wurde 1616 im Auftrag der Familie von Burghauß errichtet. 1826 wurde der Bau um einen Flügel in Richtung Süden erweitert. In der zweiten Hälfte des 19. Jahrhunderts erfolgte ein weiter Aus- und Umbau. Ab 1885 war das Schloss im Besitz der Familie von Pückler-Burghauß.
Nach dem Zweiten Weltkrieg beherbergte das Gebäude einige Zeit die örtliche Verwaltung von Korfantów. Später stand das Gebäude leer und verfiel. Ende der 1960er Jahre wurde das Schloss zu einem Krankenhaus umgebaut. In den 1970er Jahren entstand südlich angrenzend ein ergänzender Neubau.
Seit 1950 steht das Schloss unter Denkmalschutz.

## Architektur

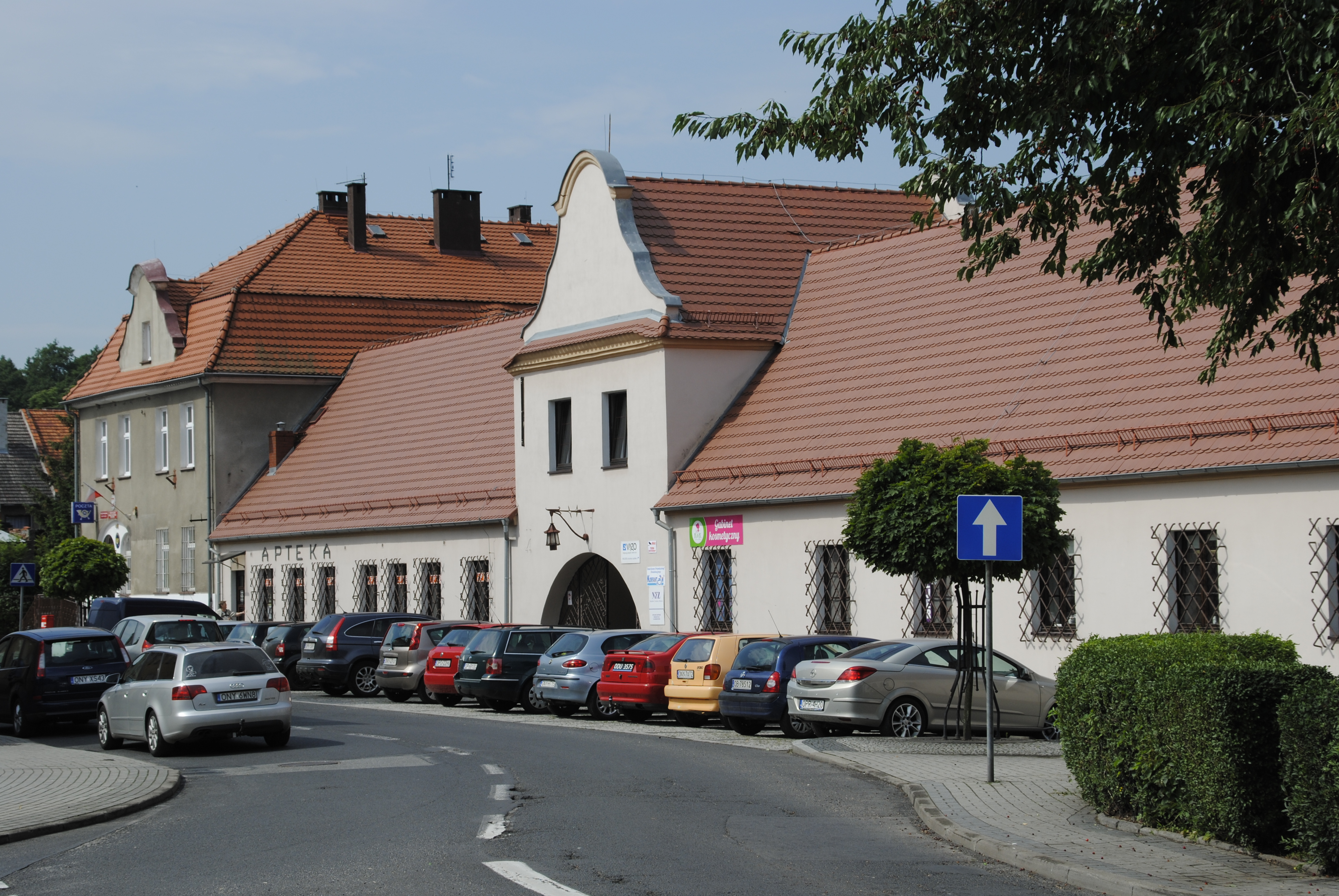
Torgebäude

Das Schloss wurde im 17. Jahrhundert im Stil der Spätrenaissance erbaut. Das zweigeschossige Gebäude steht auf einem hufeisernen Grundriss. Die fünfzehnachsige Hauptfassade besitzt ein rustiziertes Hauptportal im Stil der Renaissance. An der nordöstliche Ecke befindet sich ein runder Wehrturm. Im Hof befindet sich ein dreigeschossiger Turm auf quadratischen Grundriss.
Hin zur ul. Wyzwolenia befindet sich ein langgestrecktes Torgebäude. Dieses eingeschossige Gebäude mit geschweiften Barockgiebel bildet den Haupteingang zum Schlossgelände. Das Gebäude steht seit 1964 unter Denkmalschutz.

## Schlosspark
Direkt westlich angrenzend befindet sich der Schlosspark. Der Landschaftspark wurde um 1800 angelegt und Ende des 19. Jahrhunderts erweitert. Im Park befinden sich drei Naturdenkmäler, darunter englische Eichen im Alter von 350 bis 450 Jahren. Der Park wurde 1988 unter Denkmalschutz gestellt.